# Pothyne macrophthalma
Pothyne macrophthalma là một loài bọ cánh cứng trong họ Cerambycidae.